# Quận Ionia, Michigan
Quận Ionia một quận thuộc tiểu bang Michigan, Hoa Kỳ. Quận lỵ đóng ở Ionia6. Theo điều tra dân số năm 2000 của Cục điều tra dân số Hoa Kỳ năm 2000, quận có dân số 61.518 người. Quận này là một phần vùng đô thị Grand Rapids – Wyoming.

## Địa lý
Theo Cục điều tra dân số Hoa Kỳ, quận có diện tích 1485 km2, trong đó có 18 km2 là diện tích mặt nước.

### Quận giáp ranh
- Quận Gratiot  (đông bắc)
- Quận Montcalm  (bắc)
- Quận Clinton  (đông)
- Quận Kent  (tây)
- Quận Eaton  (tây nam)
- Quận Barry  (tây nam)